# Nuthampstead
Nuthampstead is een civil parish in het bestuurlijke gebied North Hertfordshire, in het Engelse graafschap Hertfordshire met 142 inwoners.